# Evangelische Kirche (Martinhagen)

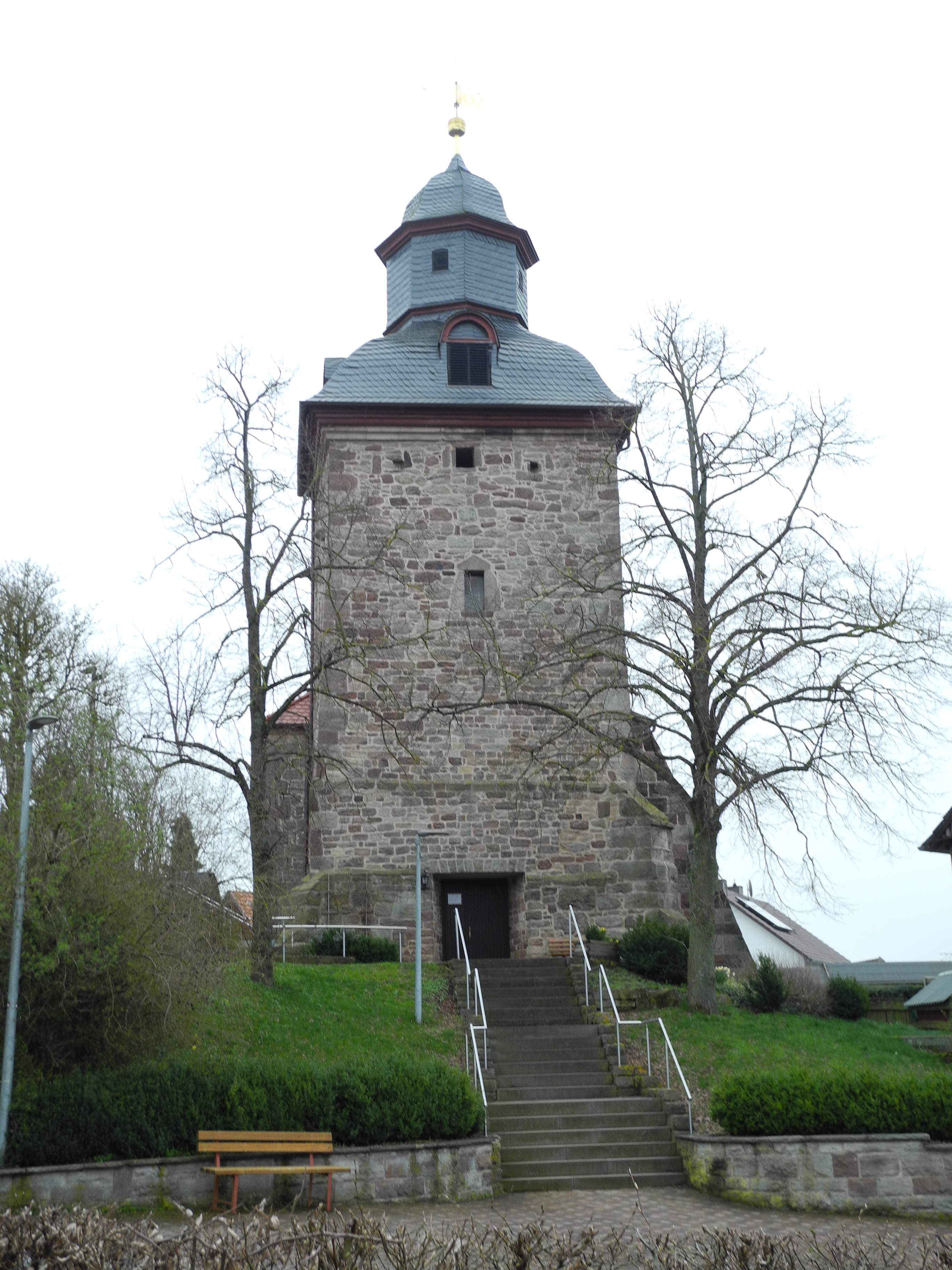
Evangelische Kirche (Martinhagen)

Die evangelische Kirche Martinhagen ist ein denkmalgeschütztes Kirchengebäude, das in Martinhagen steht, einem Ortsteil der Gemeinde Schauenburg im Landkreis Kassel  (Hessen). Die Kirchengemeinde gehört zum Kirchenkreis Kaufungen im Sprengel Kassel der Evangelischen Kirche von Kurhessen-Waldeck.

## Beschreibung
Der spätgotische Kirchturm im Westen des 1767 erbauten Kirchenschiffs der Saalkirche stammt von einer Wehrkirche, wie an den Schießscharten zu erkennen ist. Er hatte ursprünglich ein Wehrgeschoss. 1936 wurde der Turm mit einer glockenförmigen Haube mit Dachgauben als Klangarkaden bedeckt, auf der eine achteckige Laterne sitzt.